# دی‌بی‌دی‌ام‌اچ
دی‌بی‌دی‌ام‌اچ (به انگلیسی: DBDMH) یک ترکیب شیمیایی است. شکل ظاهری این ترکیب، جامد سفید است.